# Psychic Chasms
Psychic Chasms är Neon Indians debutalbum, utgivet 13 oktober 2009 på Lefse Records.

## Låtlista
1. "(AM)"  – 0:25
2. "Deadbeat Summer" – 4:03 (innehåller en sample från "Izzat Love?" (1972) av Todd Rundgren)
3. "Laughing Gas" – 1:43
4. "Terminally Chill" – 3:33
5. "(If I Knew, I'd Tell You)" – 0:47
6. "6669 (I Don't Know If You Know)" – 3:21
7. "Should Have Taken Acid with You" – 2:21
8. "Mind, Drips" – 3:09
9. "Psychic Chasms" - 4:06 (innehåller en sample från "Come On Closer" (1983) av Pineapples)
10. "Local Joke" – 3:27 (innehåller en sample från "How About a Little Fanfare?" (1972) av Todd Rundgren)
11. "Ephemeral Artery" - 2:52 (innehåller en sample från "Come On Closer" (1983) av Pineapples)
12. "7000 (Reprise)" - 0:57